# Лан (Химлинг)
Лан (њем. Lahn) насеље јено место у њемачкој савезној држави Доња Саксонија. Једно је од 60 општинских средишта округа Емсланд. Посједује регионалну шифру (AGS) 3454027.

## Географски и демографски подаци
Место се налази на надморској висини од 30 метара. Површина општине износи 21,2 km². У самом мјесту је, према процјени из 2010. године, живјело 931 становника. Просјечна густина становништва износи 44 становника/km².

## Међународна сарадња
| Мјесто   | Држава               | Врста сарадње | Од    |
| -------- | -------------------- | ------------- | ----- |
| Брумфилд | Уједињено Краљевство | контакт       | 2000. |
| Извор    |                      |               |       |